# Rainer Messerer
Rainer Messerer (* 11. März 1943 in Treuchtlingen) ist ein deutscher Politiker (SPD).

## Biographie
Messerer wurde 1943 in Treuchtlingen im heutigen mittelfränkischen Landkreis Weißenburg-Gunzenhausen geboren. Er besuchte die Volksschule in Treuchtlingen und das Gymnasium in Weißenburg, wo er 1962 sein Abitur machte. Er studierte für das Lehramt an Gymnasien in der Fächerverbindung Chemie/Biologie in Erlangen und erreichte 1967 das 1. Staatsexamen. Nach dem Vorbereitungsdienst am Dientzenhofer-Gymnasium in Bamberg erreichte er 1969 das 2. Staatsexamen und war danach Lehrer am Werner-von-Siemens-Gymnasium Weißenburg und Oberstudienrat.
Messerer saß ab 1972 im Kreistag Weißenburg-Gunzenhausen, wo er einige Jahre bis 1978 Fraktionsvorsitzender war, sowie ab 1978 im Stadtrat von Weißenburg. Am 16. November 1978 rückte er für den verstorbenen Kurt Adelmann in den Bayerischen Landtag nach, dem er für zwei Amtszeiten bis 1986 angehörte. Ferner war er Ersatzmann für Günter Hefele, der jedoch kurz vor dem Ende der Wahlperiode 1990 verstarb, sodass Messerer an keiner Sitzung mehr teilnahm, da die Legislaturperiode bereits drei Tage später endete.
Nach seiner Zeit im Landtag arbeitete er wieder bis zu seiner Pensionierung als Lehrer am Werner-von-Siemens-Gymnasium.